# Tamaz Giorgadze
Tamaz Giorgadze, gruz. თამაზ გიორგაძე (ur. 9 listopada 1947 w Tbilisi) – gruziński szachista i trener szachowy, arcymistrz od 1977 roku.

## Kariera szachowa
W roku 1969 wystąpił w Dreźnie w drużynie Związku Radzieckiego na mistrzostwach świata studentów, zdobywając dwa złote medale (wraz z zespołem oraz za indywidualny wynik na IV szachownicy). Trzykrotnie startował w finałach indywidualnych mistrzostw ZSRR, najlepszy wynik osiągając w roku 1978 w Tbilisi, gdzie osiągnął duży sukces, zajmując IV miejsce (za Michaiłem Talem, Witalijem Cieszkowskim i Lwem Poługajewski, m.in. przed Aleksandrem Bielawskim, Jefimem Gellerem, Olgiem Romaniszynem, Jewgienijem Swiesznikowem i Garrim Kasparowem). W roku 1972 zdobył tytuł mistrza gruzińskiej SRR.
Do sukcesów Tamaza Giorgadze w międzynarodowych turniejach należą m.in. II m. w Hawierzowie (1968, II m. za Borisem Gulko), dz. II m. w Decinie (1975, wraz z Burkhardem Malichem, za Markiem Tajmanowem), I m. w Dortmundzie (1979), II m. w Hanowerze (1983, za Anatolijem Karpowem) oraz dz. I m. w Salamance (1989, wraz z Manuelem Rivas Pastorem i Siergiejem Kudrinem).
Najwyższy ranking w karierze osiągnął 1 stycznia 1980 r., z wynikiem 2540 punktów dzielił wówczas 41–44. miejsce na światowej liście FIDE. W 1992 r. zakończył profesjonalną karierę szachisty, w kolejnych latach rozgrywając zaledwie kilkanaście partii klasyfikowanych przez Międzynarodową Federację Szachową.